# Rosemary Nyakikongoro
Rosemary Nyakikongoro (nascida em 1965) é uma política de Uganda, país africano. Ela foi uma representante independente do distrito de Sheema, no nono Parlamento de Uganda (2011-2016). Nas eleições gerais de 2021, ela foi reeleita como representante do distrito de Sheema, desta vez inscrita no Movimento de Resistência Nacional.

## Vida
Rosemary Nyakikongoro formou-se em ciências sociais e fez mestrado em demografia na Universidade Makerere. Ela tornou-se numa activista feminina trabalhando com o Fórum para Mulheres na Democracia (FOWODE). Em 2010, ela tentou representar o Movimento de Resistência Nacional para o distrito de Sheema, um dos cinco condados do antigo distrito de Bushenyi, que recebeu recentemente o estatuto de distrito. Depois de uma decisão do tribunal superior ter anulado a sua candidatura pelo Movimento de Resistência Nacional, Nyakikongoro candidatou-se e foi eleita, aos 46 anos, como candidata independente pelo distrito de Sheema nas eleições gerais de 2011.
Numa reunião de julho de 2011 presidida pela primeira-dama, Janet Museveni, mulheres membros do parlamento do NRM votaram em Nyakikongoro sobre a MP feminina do distrito de Ibanda Margaret Kiboijana para ser a candidata endossada pelo NRM para o papel de presidente da Associação Parlamentar de Mulheres de Uganda (UWOPA). Os parlamentares da oposição acusaram Museveni de tentar dividir as mulheres ao longo das linhas dos partidos políticos e propuseram Betty Betweeni para o cargo. De acordo com alguns relatórios, o presidente Museveni e a sua esposa queriam Kobijiana em vez de Nyakikongoro como presidente da UWOPA, de modo que alguns partidários do URM escolheram votar em Betweeni.
Em 2015, Nyakikongoro perdeu as eleições primárias do NRM contra Jacklet Atuhaire. Candidata independente, ela também perdeu para Atuhaire nas eleições gerais de 2016 . Ela então conseguiu um emprego como membro da Comissão de Serviço Judicial (JSC).
Nyakikongoro ganhou de volta a nomeação do NRM para ser a representante das mulheres do distrito de Sheema em setembro de 2020, obtendo 41.134 votos (41,7%) para derrotar a incumbente Atuhaire, que recebeu 37.865 votos (38,4%). Nas eleições gerais de 2021, ela foi eleita para o décimo primeiro Parlamento.